# Ariadna levii
Espèce
Ariadna levii est une espèce d'araignées aranéomorphes de la famille des Segestriidae.

## Distribution
Cette espèce est endémique du Chili. Elle se rencontre dans les régions de Valparaíso, de Santiago, du Maule, d'Araucanie et des Fleuves.

## Description
Le mâle holotype mesure 6,87 mm et la femelle paratype mesure 10,59 mm.
Le mâle décrit par Giroti et Brescovit en 2018 mesure 7,24 mm et la femelle 9,68 mm, les mâles mesurent de 5,08 à 7,24 mm et les femelles de 7,44 à 9,68 mm.

## Étymologie
Cette espèce est nommée en l'honneur de Herbert Walter Levi.

## Publication originale
- Grismado, 2008 : A taxonomic revision of the spider genus Ariadna Audouin, 1826 in Argentina and Chile, with the description of five new species (Arachnida, Araneae, Segestriidae). Zoosystema, vol. 30, p. 333-360.